# 弗里西亞

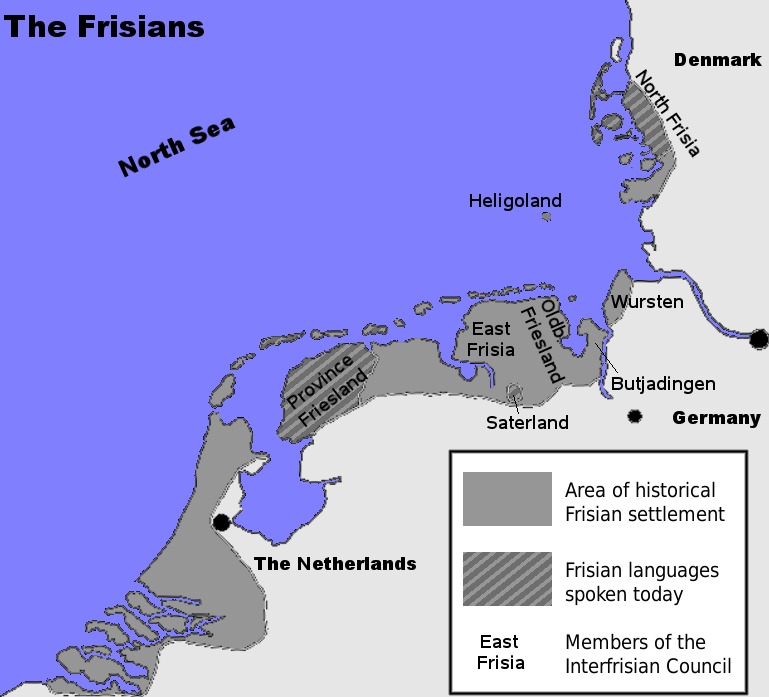
弗里斯兰地圖

弗里斯兰，又依英语译作弗里西亚，是西歐的一片地理區域。弗里斯兰是位於北海東南海岸的地區，北起丹麥西南部海岸，向南經德國西北部延伸到荷蘭海岸。弗里斯兰是弗里斯蘭人的家園。弗里斯兰又可分為西弗里斯兰、東弗里斯兰和北弗里斯兰三個部分。